# McGrath (Minnesota)
McGrath és una població dels Estats Units a l'estat de Minnesota. Segons el cens del 2000 tenia 65 habitants.

## Demografia
Segons el cens del 2000, McGrath tenia 65 habitants, 26 habitatges, i 13 famílies. La densitat de població era de 67,8 habitants per km².
Dels 26 habitatges en un 23,1% hi vivien nens de menys de 18 anys, en un 46,2% hi vivien parelles casades, en un 3,8% dones solteres, i en un 50% no eren unitats familiars. En el 42,3% dels habitatges hi vivien persones soles el 15,4% de les quals corresponia a persones de 65 anys o més que vivien soles. El nombre mitjà de persones vivint en cada habitatge era de 2,5 i el nombre mitjà de persones que vivien en cada família era de 3,69.
Per edats la població es repartia de la següent manera: un 32,3% tenia menys de 18 anys, un 7,7% entre 18 i 24, un 23,1% entre 25 i 44, un 23,1% de 45 a 60 i un 13,8% 65 anys o més.
L'edat mediana era de 39 anys. Per cada 100 dones de 18 o més anys hi havia 91,3 homes.
La renda mediana per habitatge era de 24.250 $ i la renda mediana per família de 23.750 $. Els homes tenien una renda mediana de 23.750 $ mentre que les dones 0 $. La renda per capita de la població era de 9.540 $. Entorn del 18,2% de les famílies i el 12,7% de la població estaven per davall del llindar de pobresa.

## Poblacions més properes
El següent diagrama mostra les poblacions més properes.